# 代わりの生化学

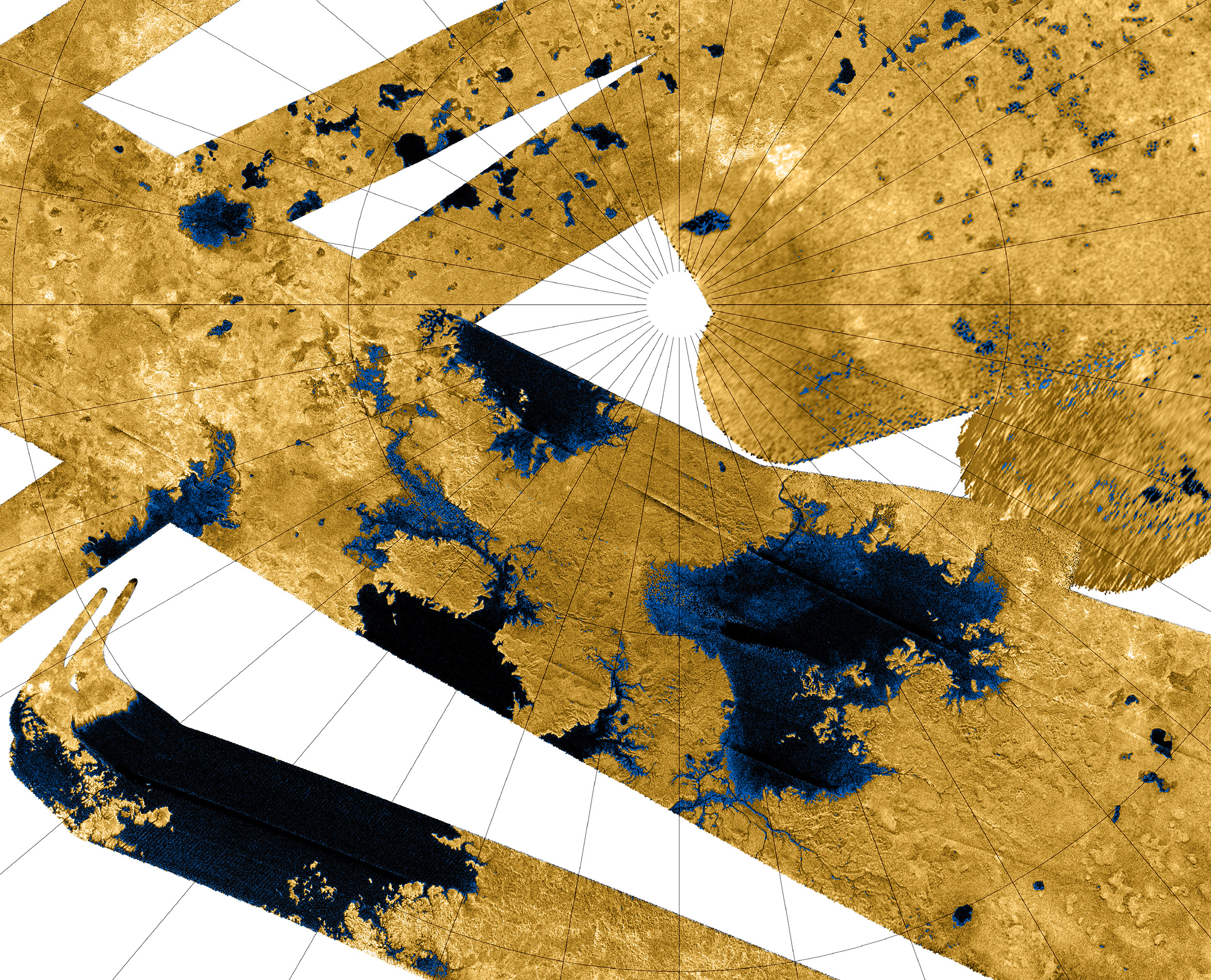
土星探査機カッシーニが写したタイタンの北極地域。液体の炭化水素の湖には、地球とは全く異なる生命が存在する可能性もある。

代わりの生化学（かわりのせいかがく、Alternative biochemistry）では、炭素や水によらない生化学について解説する。地球外生命の生化学であるが、今日では未だ空想科学の域を出ない。

## 炭素に代わる元素
宇宙生物学の見地から、現在知られているタンパク質や脂質、糖質、核酸などの有機化学に基づくシステム以外の生化学によるシステムの理論や仮説がごく一部で研究されている。しかし、2022年時点では、炭素を基盤としない生命は発見されていない。

### ケイ素による生化学

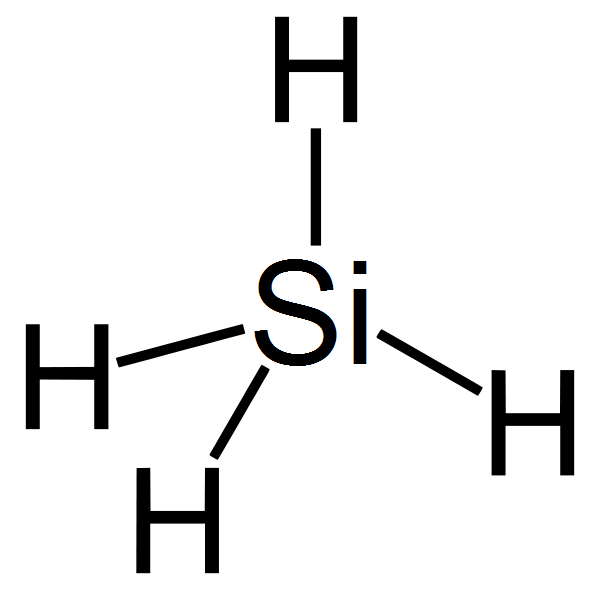
シランの構造はメタンに類似する。

アレシボ・メッセージでは地球の生命の基礎化学に関する情報が宇宙に送信された。

最もよく提唱されるのが、炭素と多くの化学的性質が似ており、同じ元素の族に属するケイ素原子である。しかし、ケイ素原子はより大質量で、原子半径も大きいため、生化学に重要な二重三重の共有結合が難しくなる。また、二酸化炭素に近い二酸化ケイ素が、水が液体となる温度では水に溶けない固体の物質であることも、ケイ素を生化学の要素とすることを難しくする。

### 窒素とリンによる生化学
窒素とリンもまた、生化学の基礎となる可能性を持つ。リンは炭素のように長く連なる分子をそれ自身で構成でき、潜在的に複雑な高分子も形作れるものの、かなり反応しやすい。しかし、窒素と結合することで、はるかに安定した共有結合の構造となることができる。
二酸化窒素の大気の中では、リンと窒素 (P-N) を基盤とした植物のような生物は、大気から二酸化窒素を、地面からリンを吸収できる。二酸化窒素は糖のような物質が生産される過程で還元され、大気には酸素が放出される。同じくリンと窒素を基盤にした動物はその植物を食べ、大気中の酸素を使い糖のような物質を代謝し、二酸化窒素を吐き、リンを排出する。
アンモニアの大気の中では、P-N植物は大気からアンモニアを、地面からリンを吸収し、アンモニアを酸化させて糖のような物質を生産し、水素を放出すると考えられる。P-N動物は、水素を吸って糖のような物質を還元し、アンモニアとリンに戻すだろう。これは二酸化窒素の大気の世界とは酸化と還元が反対のパターンであり、実際には地球でも知られた生化学である。二酸化炭素の代わりにメタンの形で地球の大気に炭素を放出する生物（メタン菌）と類似のものだろう。
リン-窒素のサイクルではエネルギーが不十分ではないか、という見方からいくつかの議論が続いている。また、生物圏を構成するのに必要な量・比率で存在するのかも不明である。炭素は恒星の核融合の過程で先に形成されるため、大量に存在する。

### その他の生化学元素候補
塩素は、炭素やそれ以外を基盤とする生物の、酸素の代替物としてしばしば提案される。しかし、塩素は酸素ほど豊富ではなく、惑星がその表面に生化学的な基礎とするほど十分大量の塩素を持ちうるのかは分からない。
硫黄もまた、長く連なる分子を構成できるが、リンと同じく高い反応性が欠点となる。地球の一部の場所では硫黄を消費する古細菌やバクテリアが発見されており、これらの生物は酸素の代わりに硫黄を利用し、硫黄を硫化水素に還元する。この例としては硫黄還元細菌やPyrodictiumなどが挙げられる。緑色硫黄細菌や紅色硫黄細菌は光合成の際、水を酸素に酸化する代わりに硫化水素を硫黄に酸化する。

## 水以外の溶媒
炭素化合物に加えて、全ての現在知られている地球上の生命は、溶媒もまた必要とする。しばしば、水はこの役割を果たす唯一の安定した化学物質だと考えられる。水の特性には、液体である温度の幅が広いことや、温度調節に役立つ高い熱の許容量、蒸発時の大きな熱量、様々な化合物を溶かす能力など、生命の過程にとって重要な要素を含んでいる。他の化学物質にも同じような特性を持つものがあり、しばしば水に代わる物質として提案される。

### アンモニア
アンモニアはおそらく代替物質として提案されたもののうち、最も一般的なものである。多数の化学反応はアンモニア溶液でも可能であり、液体アンモニアはいくつか水と同じような化学性質を持っている。アンモニアは、ほとんどの有機分子を水と同じように溶かすことができ、さらに多くの金属元素も溶かすことができる。これらの化学特性から、アンモニアを基盤とする生命は可能かもしれないという理論が存在している。しかしながら、アンモニアは生命の基礎としていくつかの問題も持っている。アンモニアの気化熱は水の半分で、表面張力は1/3ほどである。これはアンモニア分子間の水素結合が水より遥かに弱いことを意味している。
アンモニアを元とする生物圏は、おそらく地球上の生命からすれば極めて珍しい温度や気圧で存在しているだろう。地球上の普通の生命は、1気圧で0℃(273K)〜100℃(373K)という水の融点と沸点の間に存在している。アンモニアの融点と沸点は-78℃(195K)〜-33℃(240K)である。そのような非常に冷たい環境では、化学反応は非常に遅くなる。

### 他の溶媒
他に溶媒として提案されたものには、メタノール、六フッ化ウラン、硫化水素、濃硫酸、塩化水素がある。後の二つは、宇宙に硫黄と塩素が比較的少ないことが問題となる。炭化水素、例えばタイタン表面に存在すると言われるメタンやエタンの海は、広い範囲の温度で溶媒として機能できるが、極性に欠けている。
濃硫酸は金星の雲粒の構成物質として注目され研究されている。濃硫酸は地球生命を構成する有機物の大半を短時間で分解してしまうが、トリフェニルホスフィンやピリミジンを含む一部の有機物は液相の濃硫酸に安定して溶解することが分かっている。